# I’d Lie for You (And That’s the Truth)
I’d Lie for You (And That’s the Truth) – ballada rockowa wydana jako pierwszy singiel Meat Loafa z albumu Welcome to the Neighborhood (1995). Piosenka została napisana przez Diane Warren.

## Teledysk
Jest on drugą częścią I’d Do Anything for Love (But I Won’t Do That) (nawiązanie w początkowej scenie pogoni helikoptera za motocyklem), a głównym motywem jest chęć ratowania ukochanej z rąk groźnego dyktatora (aktor Xander Berkeley). Próby pomocy przez głównego bohatera (Meat Loaf) nie udają się, gdyż kobietę w ostatniej chwili ratuje poszukiwacz przygód (Brett Cullen) a’la Indiana Jones, a ona zdradza bohatera z tym poszukiwaczem. Na końcu archeolog wybiera jednak pieniądze, a kobieta wpada wtedy wreszcie w ramiona swego prawdziwego ukochanego.

## Lista utworów
- „I’d Lie for You (And That’s The Truth)”
- „Hot Patootie (Whatever Happened to Saturday Night)” – wersja koncertowa
- „I’d Do Anything for Love (But I Won’t Do That)” – wersja koncertowa

### wersja limitowana
- „I’d Lie for You (And That’s the Truth)”
- „Oh, What a Beautiful Mornin” – z musicalu Oklahoma!
- „Runnin’ for the Red Light (I Gotta Life)”